# Orphée (Roger-Ducasse)
Pour les articles homonymes, voir Orphée (homonymie).
Orphée est un mimodrame lyrique en trois actes sur une musique et un livret de Jean Roger-Ducasse créé le 11 juin 1926 à l'Opéra de Paris.

## Présentation
Orphée est la première composition pour le théâtre de Roger-Ducasse, auteur également du livret inspiré du quatrième livre des Géorgiques de Virgile. L'action théâtrale est basée sur une insolite combinaison de pantomime, de danse et de musique. Composé en 1912-1913 et dédié à Michel Terestchenko et Alexandre Ziloti, important musicien pétersbourgeois qui en est le commanditaire, le mimodrame fut publié en 1913. Il devait être créé au théâtre Marie de Saint-Pétersbourg, avec une chorégraphie de Fokine et des décors de Bakst, mais la première Guerre mondiale entraîna le report de son exécution, qui n'eut lieu en totalité que le 11 juin 1926 à l'Opéra de Paris sur une chorégraphie de Léo Staats avec dans le rôle principal Ida Rubinstein,. L'orchestre et les chœurs étaient dirigés par Philippe Gaubert. Précédemment, furent exécutés en concert trois « Fragments symphoniques » tirés du mimodrame : Orphée évoque le dieu, Hymen – Course du flambeau et Bacchanale, enregistrés chez Naxos sous la direction de Leif Segerstam en 1993.
Côté vocal, si l’œuvre fait intervenir des chœurs, les rôles d'Orphée et d'Eurydice sont muets,. L'action est principalement mimée et dansée, et c'est à l'orchestre que Roger-Ducasse « confie le soin de traduire et les lamentations et les espoirs du héros ».
Jugeant la partition du musicien français, le compositeur et critique musical Gaston Carraud écrivait : « combinaison ingénieuse de la pantomime, de la chorégraphie et des plus riches développement de la musique pure, chœur ou symphonie, Orphée est une œuvre peu commune ».